# Frederik Hendrik Kaemmerer

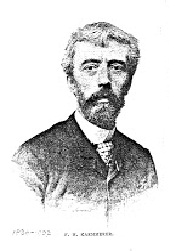
Frederik Hendrik Kaemmerer

Frederik Hendrik Kaemmerer (* 23. Oktober 1839 in Den Haag; † 4. April 1902 in Paris) war ein niederländischer Genre-, Porträt- und Landschaftsmaler.

## Biografie
Kaemmerer studierte an der Koninklijke Academie van Beeldende Kunsten in Den Haag als Schüler von Salomon Leonardus Verveer. Seine frühen Arbeiten bestehen hauptsächlich aus Landschaften im Stil der frühen Haager Schule. Er besuchte regelmäßig die Künstlerkolonie im Dorf Oosterbeek in der Gemeinde Renkum der Provinz Gelderland. 1861 hatte er seine erste Ausstellung in Rotterdam.
Im Jahr 1865 zog Kaemmerer nach Paris, angezogen von den dort stattfindenden künstlerischen Innovationen. Er studierte jedoch an der Académie des Beaux-Arts bei Jean-Léon Gérôme und begann in einem akademischen Stil Salon-Bilder in Rokoko-Kostümen zu malen. 1870 stellte er erstmals im Pariser Salon aus; 1874 gewann er eine Medaille.
Kaemmerer errichtete in Paris ein Atelier, reiste aber regelmäßig nach Den Haag. Als Porträtmaler wurde er in Paris erfolgreich. Im Frühjahr 1871 kam er mit seinem Freund Adolph Artz zurück nach den Niederlanden und zog in das Hotel Zeerust in Scheveningen. Der Umzug brachte seinen Übergang zum Stil des Impressionismus. Er widmete sich erneut der Freilicht-Landschaftsmalerei. Kaemmerer hatte mit seinen impressionistischen Werken sowohl beim Publikum als auch bei den Kritikern Erfolg. Auf der Weltausstellung Paris 1889 gewann er eine Silbermedaille. 1902 wurde er in die Ehrenlegion aufgenommen.
In den 1890er Jahren war er Mitarbeiter der Zeitschrift des Elsevier-Verlages. 1891 erschien die von Kaemmerer illustrierte Geschichte Eine Illusion des niederländischen Schriftstellers Louis Couperus.
Kaemmerer starb durch Suizid in seinem Pariser Atelier in 95, rue de Vaugirard.

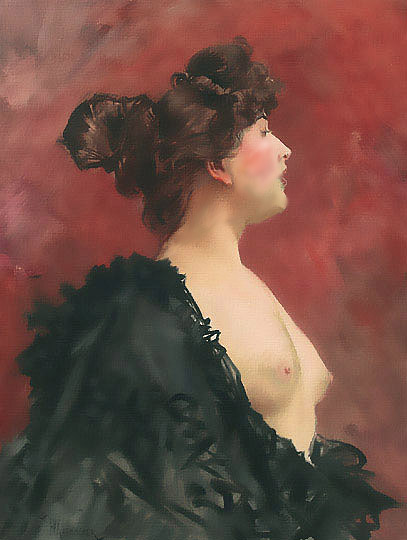
Frau mit entblößter Brust
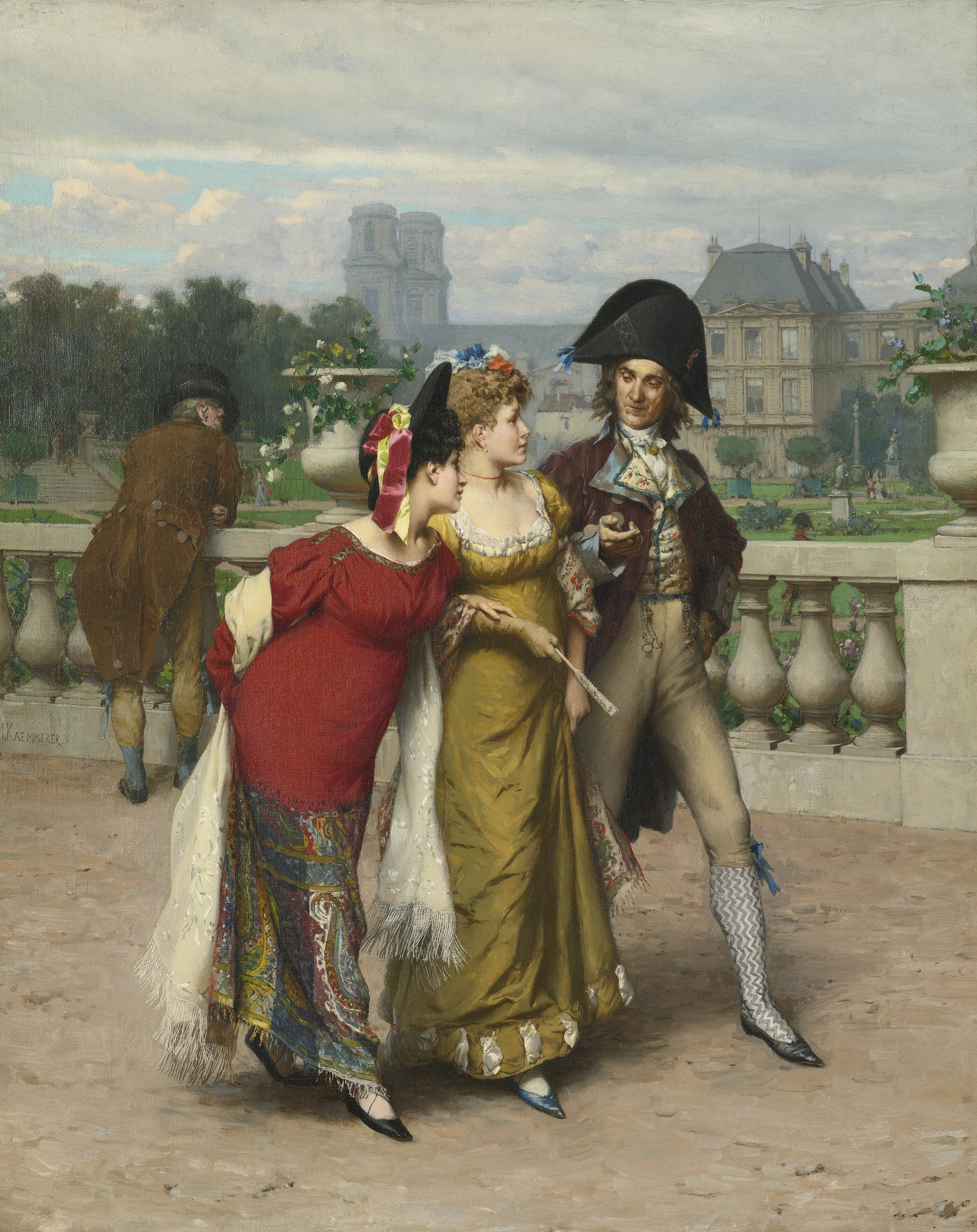
Zur Zeit des Directoire
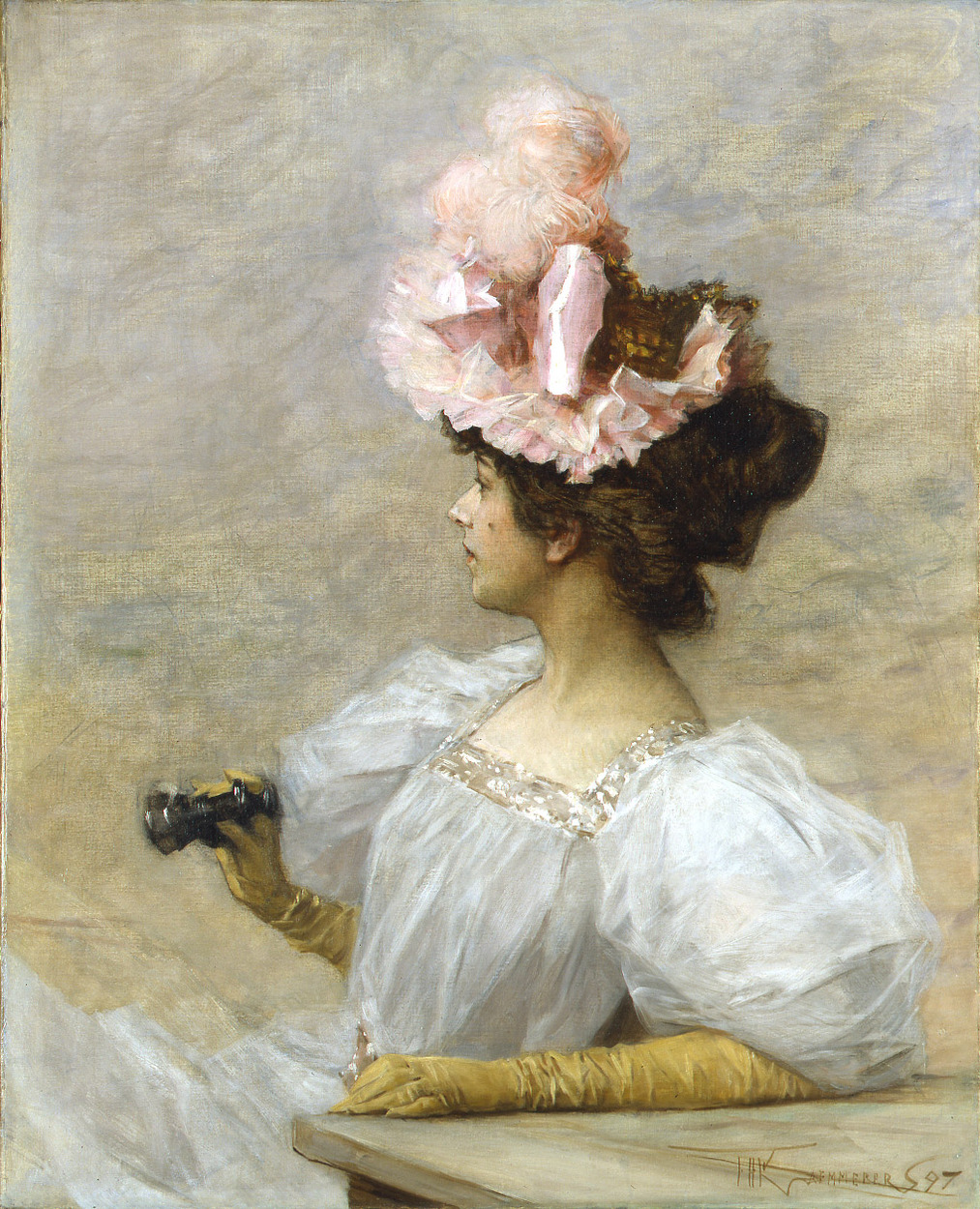
Frau mit Opernglas
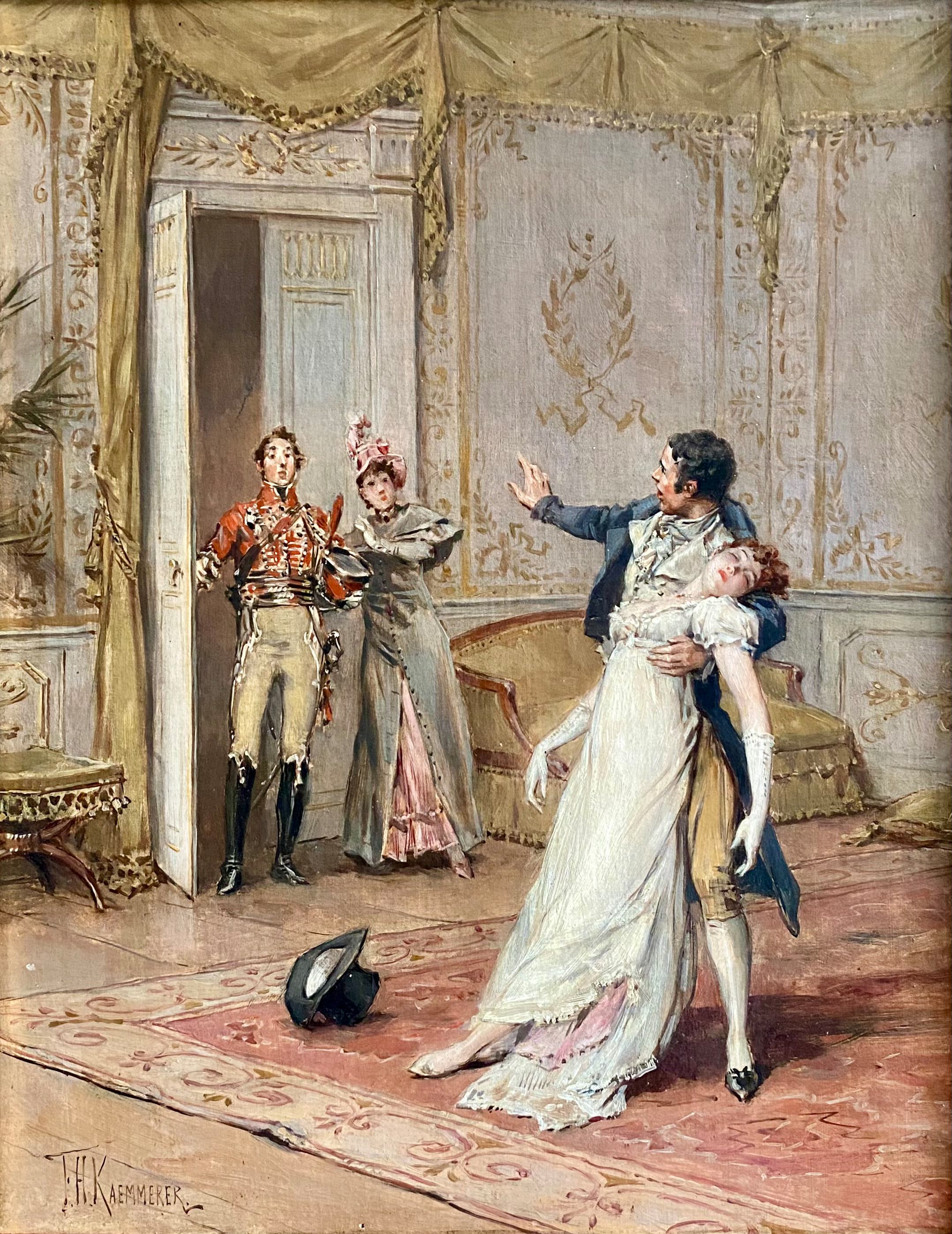
Die Ohnmacht
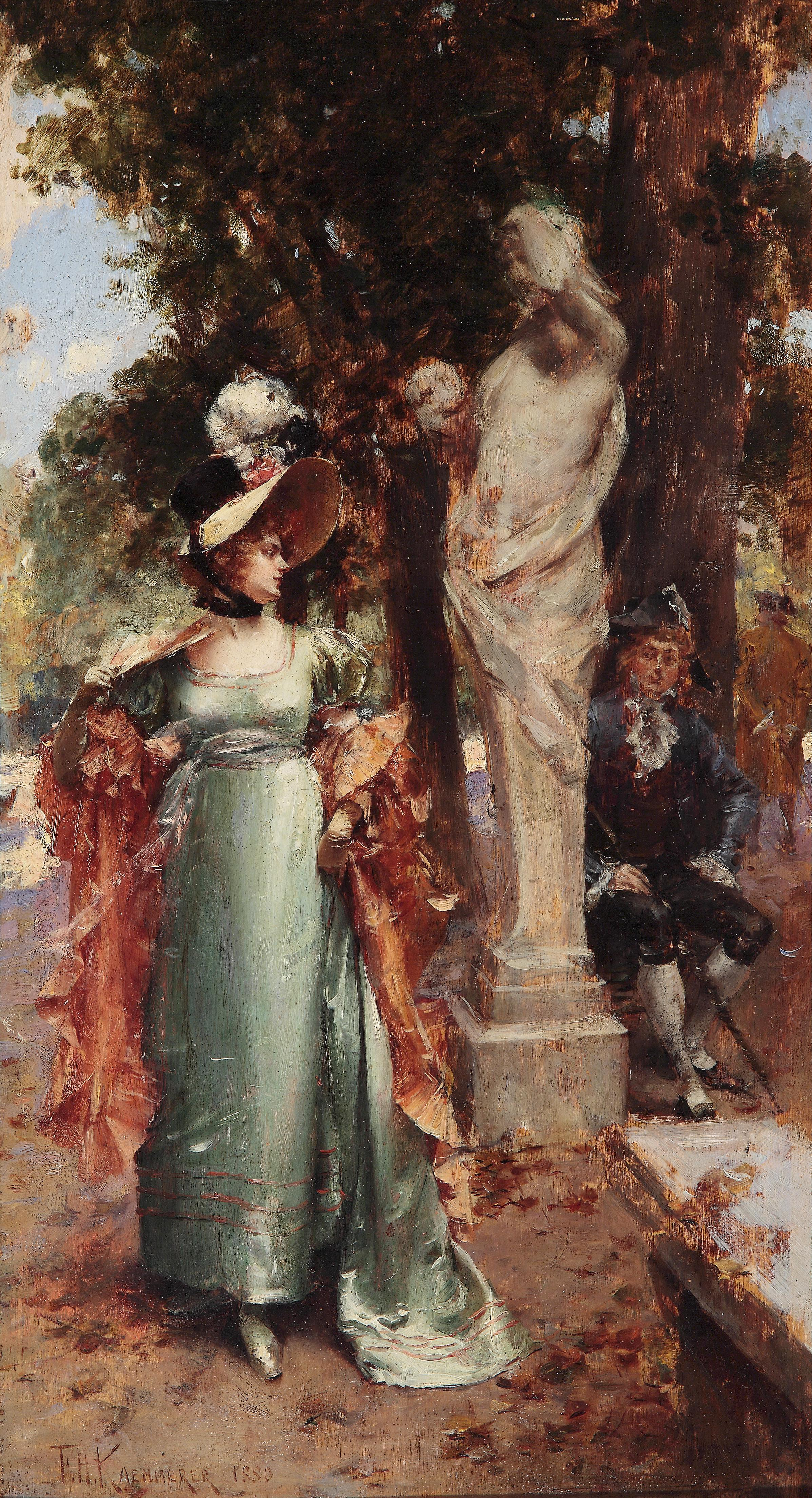
Im Park
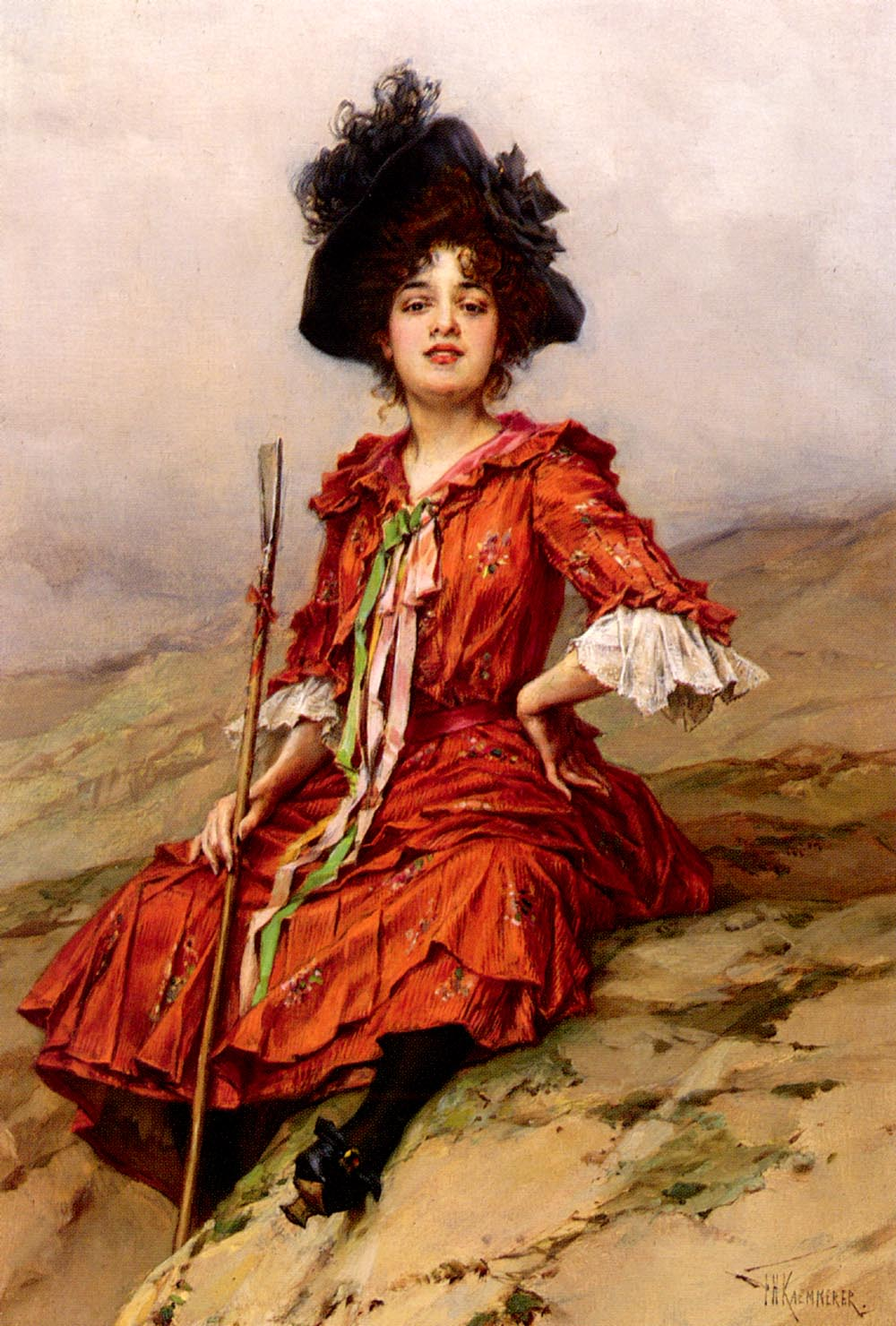
Dame im roten Kleid
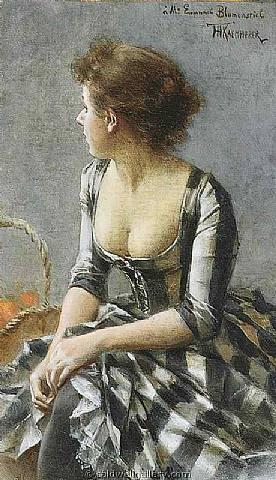
Damenbildnis

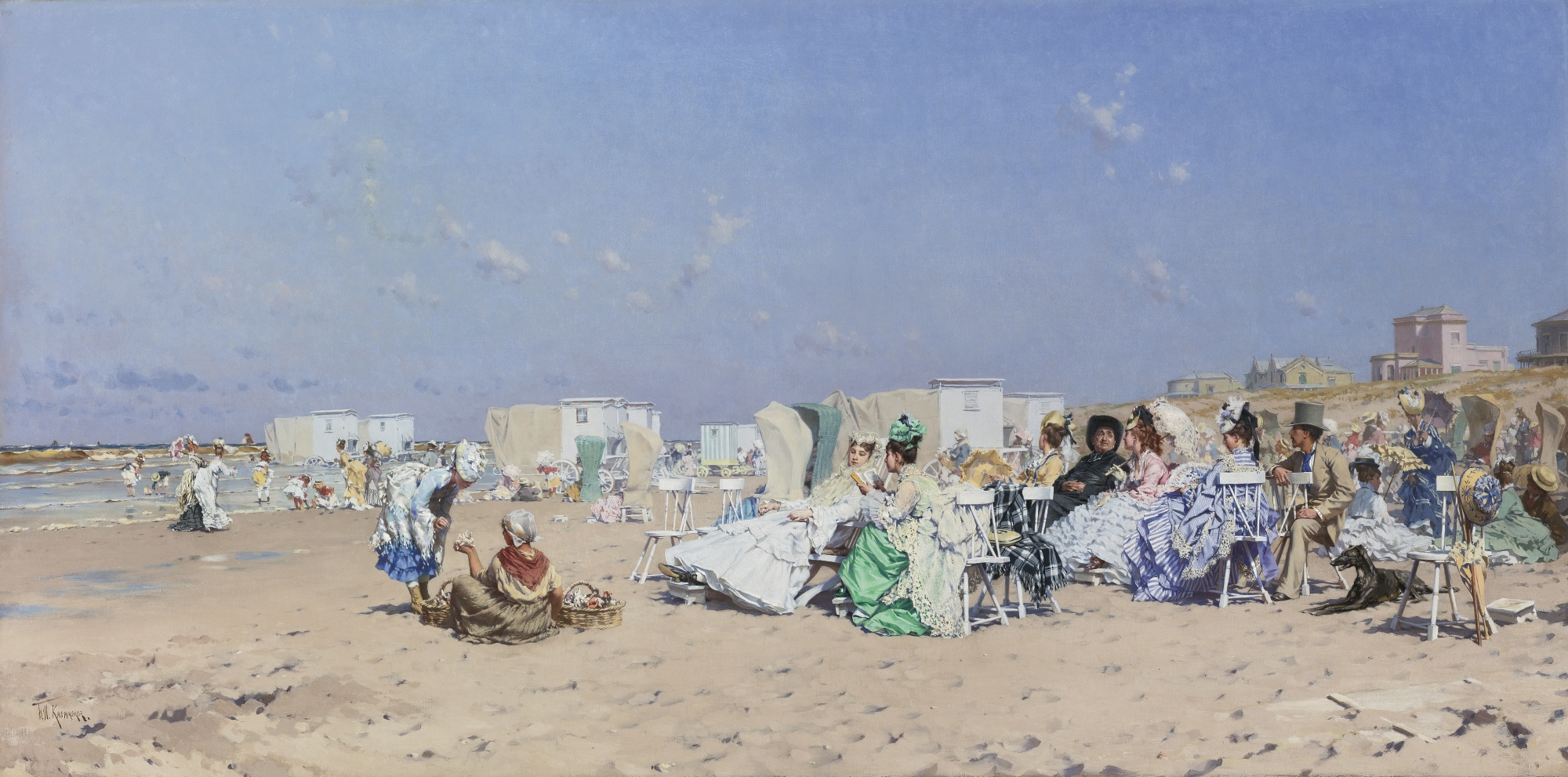
Der Strand von Scheveningen
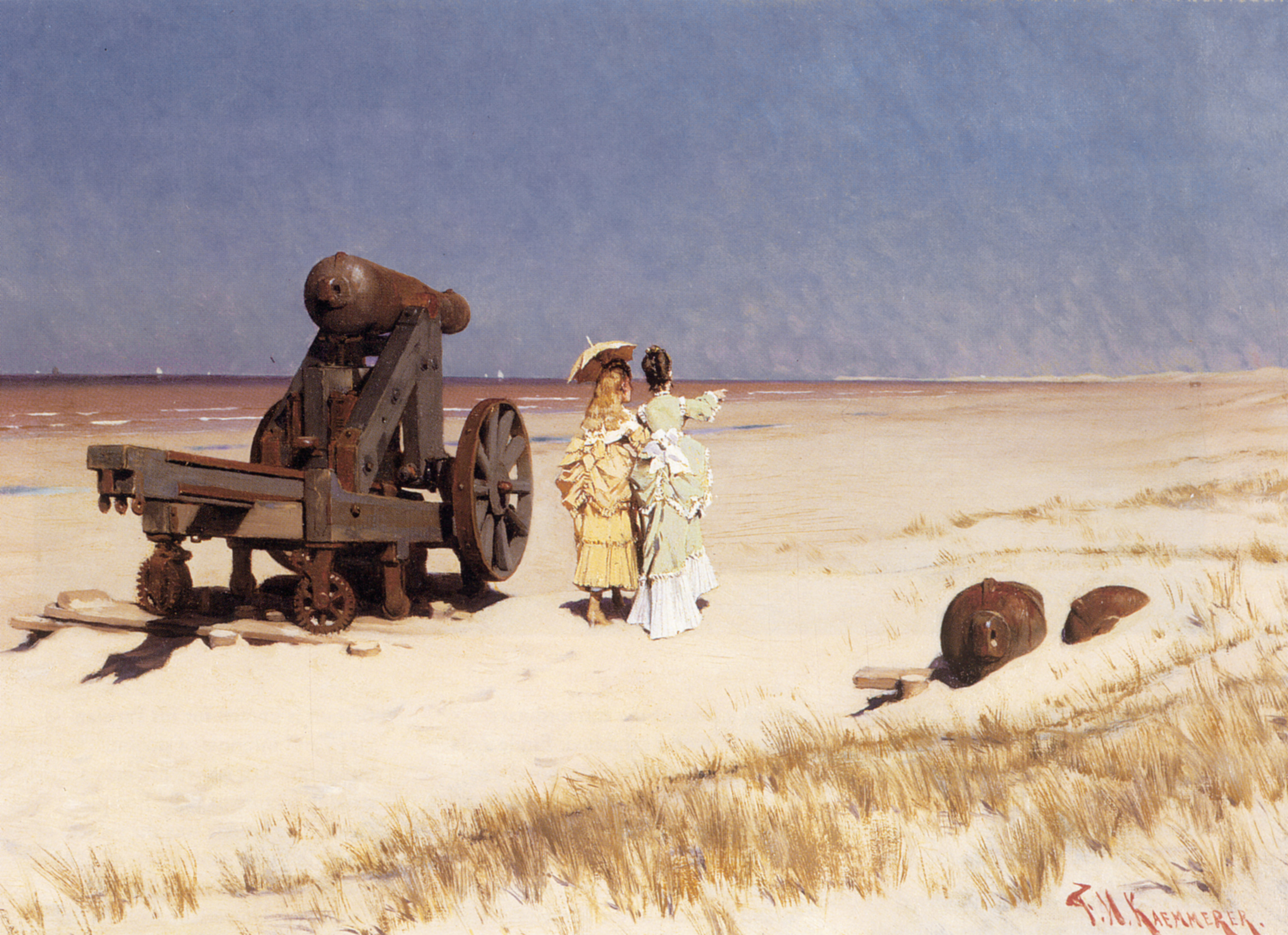
Am Strand
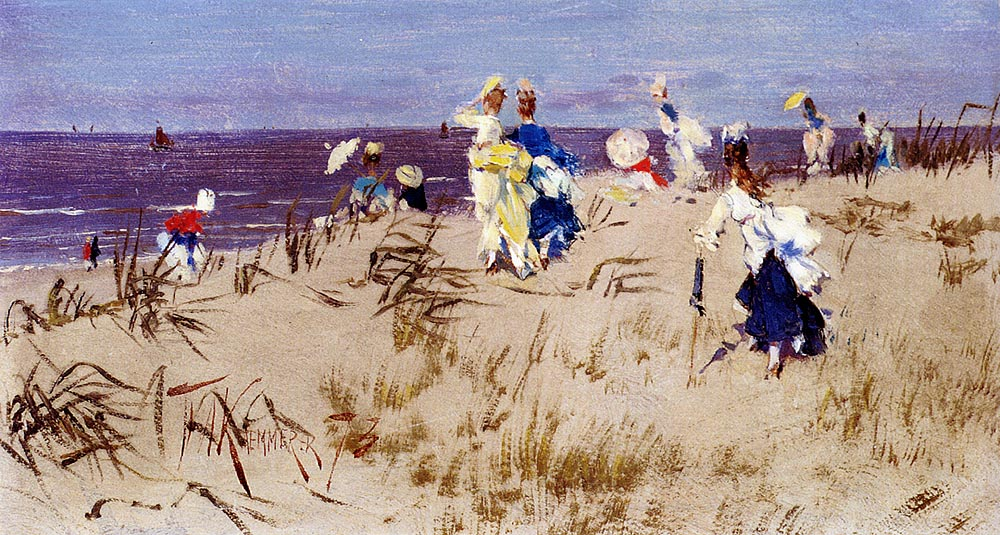
Elegante Damen am Strand von Scheveningen